# Zafra (municipi d'Extremadura)
Zafra és un municipi de la província de Badajoz a la comunitat autònoma d'Extremadura. És a la comarca de Zafra - Río Bodión. És cap de partit judicial. Té una extensió de 63 km² i una població de 16.014 habitants (cens de 2007). El seu codi postal és el 06300.
| Candidatura | Candidatura                                                           | Cap de llista                   | Vots | Regidors | % vots |
| ----------- | --------------------------------------------------------------------- | ------------------------------- | ---- | -------- | ------ |
|             | Partit Popular                                                        | Maria Gloria Pons Fornelino     | 5059 | 10       | 54,07  |
|             | Partit Socialista Obrer Espanyol                                      | José Carlos Contreras Asturiano | 3387 | 6        | 36,20  |
|             | Izquierda Unida - Los Verdes - Socialistes Independents d'Extremadura | Alejandro Nogales Hernández     | 651  | 1        | 6,96   |
|             | vot nul                                                               |                                 | 228  |          | 2,38   |
|             | vot en blanc                                                          |                                 | 259  |          | 2,77   |
| Total       | Total                                                                 | 9584                            | 9584 | 17       | 100    |